# Lucero (canción)
«Lucero» es una canción de la banda española de heavy metal Avalanch y fue numerada en el álbum Los poetas han muerto,  lanzado por Xana Records y Avispa Records en el año de 2003.

## Lanzamiento
Con el motivo de darle promoción al disco, se decidió publicar un sencillo con dos temas de Los poetas han muerto. Las melodías elegidas fueron «Lucero» —nombre con el cual se titularía el sencillo— y «Alborada», una balada que en el álbum está enlistada en el quinto puesto. Los sellos discográficos Xana Records y Avispa Music fueron quienes lanzaron esta producción musical al mercado, esto en 2003.

## Lista de canciones
La letra y la música de los temas fueron compuestos por Alberto Rionda.

| Sencillo |            |          |  |
| N.º      | Título     | Duración |  |
| 1.       | «Lucero»   | 5:00     |  |
| 2.       | «Alborada» | 3:04     |  |
| 8:04     |            |          |  |

## Créditos

### Avalanch
- Ramón Lage — voz principal
- Alberto Rionda — guitarra acústica, guitarra eléctrica, teclados, percusiones y arreglo de cuerdas
- Dany León — guitarra eléctrica
- Fran Fidalgo — bajo
- Marco Álvarez — batería y percusiones
- Roberto Junquera — teclados

### Músicos adicionales
- Igor Medio — buzukis
- Jacobo de Miguel — piano (en la canción «Alborada»)
- Diego González — acordeón (en la canción «Alborada»)
- José Ramón Ceñera Gutiérrez — viola (en la canción «Alborada»)
- José Antonio Longo Iglesias — violín (en la canción «Alborada»)
- Ignacio Rodríguez Guerra — violín (en la canción «Alborada»)